# Vaporisation des gouttelettes
La vaporisation des gouttelettes est un problème de dynamique des fluides présent dans de nombreuses situations d'ingénierie impliquant le transport d'aérosols : injection de carburant dans un moteur (véhicule terrestre ou avion), pulvérisation d'aérosol pour la peinture, tour de refroidissement, etc. Dans la plupart de ces situations, il existe un mouvement relatif entre la gouttelette et le gaz environnant. L'écoulement du gaz au-dessus du liquide présente de nombreuses caractéristiques de l'écoulement du gaz au-dessus d'une sphère rigide : gradient de pression, couche limite visqueuse, sillage. En plus de ces caractéristiques d'écoulement courantes, on peut également mentionner le phénomène de circulation interne du liquide entraîné par les forces de cisaillement de surface et l'effet de soufflage de la couche limite.
L'un des paramètres clés qui caractérise l'écoulement du gaz au-dessus de la gouttelette est le nombre de Reynolds basé sur la vitesse relative, le diamètre et les propriétés de la phase gazeuse. Les caractéristiques de l'écoulement du gaz ont un impact important sur les échanges de masse, de quantité de mouvement et d'énergie entre les phases gazeuse et liquide.
Dans un premier temps, il est intéressant d'étudier le cas simple où il n'y a pas de mouvement relatif entre la gouttelette et le gaz environnant. Cela fournira des informations utiles sur la physique impliquée dans le problème de la vaporisation des gouttelettes. Dans une deuxième étape, des modèles utilisés dans les situations d'ingénierie où il existe un mouvement relatif entre la gouttelette et le gaz environnant sont présentés.

## Gouttelette sphérique sans convection

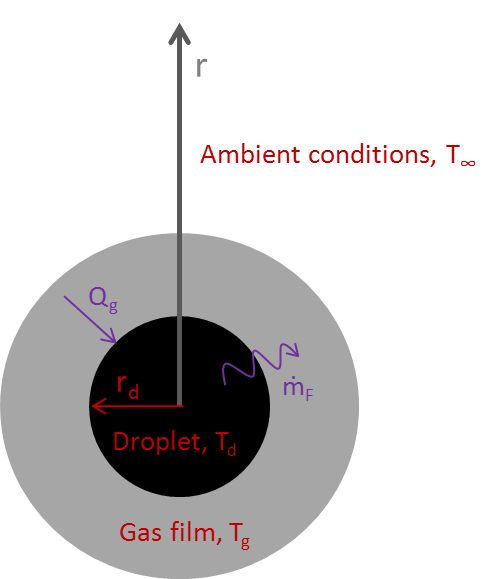
Schéma de principe des échanges.

Dans ce paragraphe, nous supposons qu'il n'y a pas de mouvement relatif entre la gouttelette et le gaz et que la température à l'intérieur de la gouttelette est uniforme (les modèles qui tiennent compte de la non-uniformité de la température de la gouttelette sont présentés dans la section suivante). L'évolution temporelle du rayon de la gouttelette, {\displaystyle r_{d}}, et de sa température, {\displaystyle T_{d}}, peuvent être calculées en résolvant les équations différentielles ordinaires de conservation de la masse et de l'énergie  :
{\displaystyle 4\pi r_{d}^{2}\rho _{L}{\frac {\mathrm {d} r_{d}}{\mathrm {d} t}}=-{\dot {m}}_{F}}
{\displaystyle {\frac {4}{3}}\pi r_{d}^{3}\rho _{L}C_{pL}{\frac {\mathrm {d} T_{d}}{\mathrm {d} t}}=Q_{L}}
où :
- {\displaystyle \rho _{L}} est la masse volumique (kg.m−3),
- {\displaystyle {\dot {m}}_{F}} le débit massique de vaporisation (kg.s−1),
- {\displaystyle C_{pL}} la capacité thermique massique (J.kg−1.K−1),
- {\displaystyle Q_{L}} la densité de flux de chaleur entrante (J.s−1).

Ce flux thermique peut être écrit de la façon suivante :
{\displaystyle Q_{L}=Q_{g}-{\dot {m}}_{F}L_{vap}}
où :
- {\displaystyle Q_{g}} est le flux de chaleur du gaz vers la gouttelette (J.s−1),
- {\displaystyle L_{vap}} est l'enthalpie d'évaporation (J.kg−1).

Des expressions analytiques pour le taux de vaporisation des gouttelettes, {\displaystyle {\dot {m}}_{F}}, et pour le flux de chaleur {\displaystyle Q_{g}} sont maintenant dérivées. On considère une gouttelette unique formée d'une seule espèce et la phase gazeuse est supposée se comporter comme un gaz idéal. Un champ à symétrie sphérique existe pour le gaz entourant la gouttelette. Les expressions analytiques pour {\displaystyle {\dot {m}}_{F}} et {\displaystyle Q_{g}} sont trouvées en considérant les processus de transfert de chaleur et de masse dans le film gazeux entourant la gouttelette. Celle-ci se vaporise et crée un champ d'écoulement radial. La vapeur est convectée loin de la surface (voir schéma). La chaleur est conduite radialement vers l'interface. Ce processus est appelé écoulement de Stefan (en).
Les équations de conservation de la phase gazeuse pour la masse, la fraction massique de vapeur et l'énergie sont écrites dans un système de coordonnées sphériques :
{\displaystyle {\frac {\partial }{\partial {r}}}\left(\rho _{g}r^{2}u\right)=0}
{\displaystyle {\frac {\partial }{\partial {r}}}\left(\rho _{g}r^{2}uY_{F}\right)-{\frac {\partial }{\partial {r}}}\left(\rho _{g}{\mathcal {D}}r^{2}{\frac {\partial {Y_{F}}}{\partial {r}}}\right)=0}
{\displaystyle {\frac {\partial }{\partial {r}}}\left(\rho _{g}r^{2}uh_{g}\right)-{\frac {\partial }{\partial {r}}}\left(\lambda _{g}r^{2}{\frac {\partial {T_{g}}}{\partial {r}}}\right)-{\frac {\partial }{\partial {r}}}\left(\sum _{i=1}^{N}\rho _{g}{\mathcal {D}}h_{i}r^{2}{\frac {\partial {Y_{i}}}{\partial {r}}}\right)=0}
où :
- {\displaystyle \rho _{g}} est la masse volumique de la phase gazeuse (kg.m−3),
- {\displaystyle r} la position radiale (m),
- {\displaystyle u} la vitesse de Stefan (m.s−1),
- {\displaystyle Y_{F}} la fraction massique de produit évaporé (-),
- {\displaystyle {\mathcal {D}}} le coefficient de diffusion (m2.s−1),
- {\displaystyle h_{g}} l'enthalpie du gaz (J.kg−1),
- {\displaystyle T_{g}} sa température (K),
- {\displaystyle \lambda _{g}} sa conductivité thermique (W.m−1.K−1),
- {\displaystyle N} le nombre d'espèces gazeuses, c'est-à-dire air + espèce évaporée (-).

On suppose que les processus de transfert de chaleur et de masse en phase gazeuse sont quasi-stationnaires et que les propriétés thermophysiques peuvent être considérées comme constantes. L'hypothèse de quasi-stationnarité de la phase gazeuse trouve sa limite dans les situations où le film gazeux entourant la gouttelette est dans un état quasi-critique ou dans une situation où le champ gazeux est soumis à un champ acoustique. L'hypothèse de propriétés thermophysiques constantes s'avère satisfaisante à condition que les propriétés soient évaluées dans certaines conditions de référence :
{\displaystyle T_{r}=T_{d}+A_{r}\left(T_{\infty }-T_{d}\right)}
{\displaystyle Y_{r}=Y_{F,d}+A_{r}\left(Y_{F,\infty }-Y_{F,d}\right)}
où :
- {\displaystyle T_{r}} est la température de référence (K),
- {\displaystyle T_{d}} la température de surface de la gouttelette de rayon {\displaystyle r_{d}} variable (K),
- {\displaystyle T_{\infty }} celle du gaz à l'« infini » (K),
- {\displaystyle Y_{r}} la fraction massique de référence (-),
- {\displaystyle Y_{F,d}} la fraction massique à la surface (-),
- {\displaystyle Y_{F,\infty }} la fraction massique à l'« infini » (-).

La valeur {\displaystyle A_{r}={\frac {1}{3}}} est souvent utilisée,.
La conservation de la masse s'écrit :
{\displaystyle \rho _{g}r^{2}u=cste=\left(\rho _{g}r^{2}u\right)_{s}={\frac {{\dot {m}}_{F}}{4\pi }}}
En combinant les équations de conservation de la masse et de la fraction massique de vapeur du liquide {\displaystyle Y_{F}(r)}, la conservation de cette dernière s'écrit :
{\displaystyle 4\pi r^{2}\rho _{g}{\mathcal {D}}{\frac {\mathrm {d} Y_{F}(r)}{\mathrm {d} r}}={\dot {m}}_{F}\left(Y_{F}(r)-1\right)}
L'intégration de cette équation entre {\displaystyle r} et la région de phase gazeuse ambiante {\displaystyle r\to \infty } et l'application de la condition limite à {\displaystyle r=r_{d}} donnent l'expression du taux de vaporisation :
{\displaystyle {\dot {m}}_{F}=4\pi \rho _{g}{\mathcal {D}}r_{d}\ln \left(1+B_{M}\right)}
où {\displaystyle B_{M}} est le nombre de Spalding :
{\displaystyle B_{M}={\frac {Y_{F,\infty }-Y_{F,s}}{Y_{F,s}-1}}}
L'équilibre des phases est supposé à la surface des gouttelettes et la fraction molaire de vapeur de liquide à la surface est obtenue via l'utilisation de la formule de Clausius-Clapeyron.
Une expression analytique pour le flux de chaleur {\displaystyle Q_{g}} est maintenant dérivée. Après quelques manipulations, l'équation de conservation de l'énergie s'écrit :
{\displaystyle {\frac {\partial }{\partial {r}}}\left({\dot {m}}_{F}h_{F}-\lambda _{g}r^{2}{\frac {\partial {T_{g}}}{\partial {r}}}\right)=0}
où {\displaystyle h_{F}} est l'enthalpie de la fraction vaporisée (J.kg−1).
En appliquant la condition limite à la surface de la goutte et en utilisant la relation {\displaystyle h=C_{p}\mathrm {d} T} nous obtenons :
{\displaystyle 4\pi \lambda _{g}r^{2}{\frac {\mathrm {d} T_{g}}{\mathrm {d} r}}={\dot {m}}_{F}C_{p,F}\left(T_{g}-T_{d}+{\frac {Q_{g}}{{\dot {m}}_{F}C_{p,F}}}\right)}
où {\displaystyle C_{p,F}} est la chaleur spécifique à pression constante de la partie vaporisée (J.Kg−1.K−1).
L'intégration de cette équation de {\displaystyle r} aux conditions ambiantes de phase gazeuse ({\displaystyle \infty }) donne la variation de la température du film gazeux ({\displaystyle T_{g}}) en fonction de la distance radiale :
{\displaystyle \ln \left({\frac {T_{\infty }-T_{d}+{\frac {Q_{g}}{{\dot {m}}_{F}C_{p,F}}}}{T_{g}-T_{d}+{\frac {Q_{g}}{{\dot {m}}_{F}C_{p,F}}}}}\right)={\frac {1}{r}}{\frac {{\dot {m}}_{F}C_{p,F}}{4\pi \lambda _{g}}}}
L'équation ci-dessus fournit une deuxième expression pour le taux de vaporisation :
{\displaystyle {\dot {m}}_{F}=4\pi r_{d}{\frac {\lambda _{g}}{C_{p,F}}}\ln \left(1+B_{T}\right)}
et {\displaystyle B_{T}={\frac {{\dot {m}}_{F}C_{p,F}}{Q_{g}}}\left(T_{\infty }-T_{d}\right)} est le nombre de Spalding pour le transfert de chaleur.
Finalement, en combinant la nouvelle expression pour le taux de vaporisation et l'expression pour la variation de la température du film de gaz, l'équation suivante est obtenue pour {\displaystyle Q_{g}} :
{\displaystyle Q_{g}=4\pi r_{d}\lambda _{g}{\frac {\ln \left(1+B_{T}\right)}{B_{T}}}\left(T_{\infty }-T_{d}\right)}
Deux expressions différentes pour le taux de vaporisation des gouttelettes {\displaystyle {\dot {m}}_{F}} ont été dérivées. Par conséquent, une relation existe entre le nombre de transfert de masse de Spalding et le nombre de transfert de chaleur de Spalding et s'écrit :
{\displaystyle B_{T}=\left(1+B_{M}\right)^{{\frac {1}{Le}}{\frac {C_{p,F}}{C_{p,g}}}}-1}
où e:
- {\displaystyle Le} est le nombre de Lewis (-),
- {\displaystyle C_{p,g}} la chaleur spécifique à pression constante du gaz (J.Kg−1.K−1).

Le taux de vaporisation des gouttelettes peut être exprimé en fonction du nombre de Sherwood. Celui-ci décrit le taux de transfert de masse adimensionnel vers la gouttelette et est défini comme suit :
{\displaystyle Sh={\frac {-2r_{d}}{Y_{s}-Y_{\infty }}}\left({\frac {\partial {Y_{F}}}{\partial {r}}}\right)_{s}=2{\frac {\ln \left(1+B_{M}\right)}{B_{M}}}}
Ainsi, l'expression du taux de vaporisation des gouttelettes peut être réécrite comme suit :
{\displaystyle {\dot {m}}_{F}=2\pi r_{d}{\mathcal {D}}\rho _{g}B_{M}Sh}
De même, le transfert de chaleur par conduction du gaz vers la gouttelette peut être exprimé en fonction du nombre de Nusselt. Le nombre de Nusselt décrit un taux de transfert de chaleur adimensionnel vers la gouttelette et est défini comme suit :
{\displaystyle Nu={\frac {2r_{d}}{T_{\infty }-T_{d}}}\left({\frac {\partial {T_{g}}}{\partial {r}}}\right)_{s}=2{\frac {\ln \left(1+B_{T}\right)}{B_{T}}}}
par suite :
{\displaystyle Q_{g}=2\pi r_{d}\lambda _{g}Nu\left(T_{\infty }-T_{d}\right)}
Dans la limite où {\displaystyle B_{T}\to 0} nous avons {\displaystyle Nu\to 2} qui correspond au résultat de la sphère chauffée classique.

## Convection autour d'une gouttelette
Le mouvement relatif entre une gouttelette et le gaz entraîne une augmentation des taux de transfert de chaleur et de masse dans le film de gaz entourant la gouttelette. Une couche limite convective et un sillage peuvent entourer la gouttelette. De plus, la force de cisaillement sur la surface du liquide provoque une circulation interne qui améliore le chauffage du liquide. En conséquence, le taux de vaporisation augmente avec le nombre de Reynolds. De nombreux modèles différents existent pour le cas de vaporisation d'une gouttelette unique. Ces modèles peuvent être considérés comme appartenant à six classes différentes :
- modèle à température constante des gouttelettes (loi en d2) ;
- modèle à conductivité liquide infinie ;
- modèle de chauffage transitoire des gouttelettes à symétrie sphérique ;
- modèle de conductivité effective ;
- modèle de vortex de chauffage des gouttelettes ;
- solution des équations de Navier-Stokes.

La principale différence entre tous ces modèles est le traitement du chauffage de la phase liquide qui contrôle la vitesse de vaporisation. Les trois premiers modèles ne prennent pas en compte la circulation interne du liquide. Le modèle de conductivité effective (4) et le modèle de vortex de chauffage des gouttelettes (5) tiennent compte de la circulation interne et du chauffage par convection interne. La résolution directe des équations de Navier-Stokes fournit, en principe, des solutions exactes à la fois pour la phase gazeuse et la phase liquide.
Le modèle (1) est une simplification du modèle (2) qui est à son tour une simplification du modèle (3). Le modèle de chauffage transitoire de gouttelettes à symétrie sphérique (3) résout l'équation de diffusion de chaleur à travers la phase liquide. Un temps de chauffage de gouttelette τh peut être défini comme le temps nécessaire à une onde de diffusion thermique pour pénétrer de la surface de la gouttelette à son centre. Le temps de chauffage est comparé à la durée de vie, τl. Si le temps de chauffage est court par rapport à la durée de vie, nous pouvons supposer que le champ de température à l'intérieur de la gouttelette est uniforme et le modèle (2) est obtenu. Dans le modèle de conductivité liquide infinie (2), la température est uniforme mais varie avec le temps. Il est possible d'aller plus loin et de trouver les conditions pour lesquelles nous pouvons négliger la variation temporelle de la température. La température du liquide varie dans le temps jusqu'à ce que la température du thermomètre mouillé soit atteinte. Si cette température est atteinte dans un temps du même ordre de grandeur que le temps de chauffage, alors la température du liquide peut être considérée comme constante  ; le modèle (1), la loi en {\displaystyle d^{2}}, est obtenu.
Le modèle de conductivité liquide infinie est largement utilisé dans les calculs de pulvérisation industrielle  pour son équilibre entre coût de calcul et précision,. Pour tenir compte des effets convectifs qui permettent d'améliorer la précision du transfert de chaleur et de masse autour de la gouttelette, une correction est appliquée aux expressions sphériquement symétriques des nombres de Sherwood et de Nusselt  :
{\displaystyle {\dot {m}}_{F}=2\pi \rho _{g}{\mathcal {D}}r_{d}Sh^{*}\ln \left(1+B_{M}\right)}
{\displaystyle Q_{g}=2\pi r_{d}\lambda _{g}Nu^{*}{\frac {\ln \left(1+B_{T}\right)}{B_{T}}}\left(T_{\infty }-T_{d}\right)}
Abramzon et Sirignano suggèrent la formulation suivante pour les nombres de Sherwood et de Nusselt modifiés :
{\displaystyle Sh^{*}=2+{\frac {\left(Sh_{0}-2\right)}{F_{M}}}}
{\displaystyle Nu^{*}=2+{\frac {\left(Nu_{0}-2\right)}{F_{T}}}}
où {\displaystyle F_{M}} et {\displaystyle F_{T}} représentent le soufflage de surface qui entraîne un épaississement de la couche limite entourant la gouttelette.
{\displaystyle Nu_{0}} et {\displaystyle Sh_{0}} peuvent être trouvés à partir de la corrélation de Frössling ou de Ranz-Marshall :
{\displaystyle Sh_{0}=2+0,552Re^{\frac {1}{2}}Sc^{\frac {1}{3}}}
{\displaystyle Nu_{0}=2+0,552Re^{\frac {1}{2}}Pr^{\frac {1}{3}}}
où
- {\displaystyle Sc} est le nombre de Schmidt,
- {\displaystyle Pr} est le nombre de Prandtl,
- {\displaystyle Re} est le nombre de Reynolds.

Les expressions ci-dessus montrent que les taux de transfert de chaleur et de masse augmentent avec l'augmentation du nombre de Reynolds.